# دايفيد بريان
دايفيد بريان (بالإنجليزية: David Bryan) (و. 1962  م) هو عازف بيانو، وموسيقي، وكاتب أغاني أمريكي، يستخدم آلات بيانو، وهو عضوٌ في بون جوفي.

## التعليم
تعلم في مدرسة جوليارد، وجامعة روتجرز.

## وصلات خارجية
- دايفيد بريان على موقع IMDb (الإنجليزية)
- دايفيد بريان على موقع ميوزك برينز (الإنجليزية)
- دايفيد بريان على موقع قاعدة بيانات برودواي على الإنترنت (الإنجليزية)
- دايفيد بريان على موقع أول ميوزيك (الإنجليزية)
- دايفيد بريان على موقع أول ميوزيك (الإنجليزية)
- دايفيد بريان على موقع ديسكوغز (الإنجليزية)
- دايفيد بريان على موقع ديسكوغز (الإنجليزية)
- دايفيد بريان على موقع قاعدة بيانات الفيلم (الإنجليزية)
- دايفيد بريان في قاعدة بيانات الأفلام على الإنترنت